# ریچارد سدان
ریچارد جان سدون (به انگلیسی: Richard John Seddon) (زادهٔ ۱۸۴۵ - درگذشته ۱۹۰۶) (نام مستعار: شاه دیک) از تأثیرگذارترین چهره‌های سیاسی تاریخ نیوزیلند بود. ریچارد جان سدون پس از جان بالانس به عنوان نخست وزیری رسید و با بیش از ۱۳ سال طولانی‌ترین دورهٔ نخست وزیری در این کشور را دارا است.